# Antonio Arguedas Mendieta
Antonio Arguedas Mendieta (* 13. Juni 1928 in La Paz; † 22. Februar 2000 ebenda) war ein bolivianischer Politiker.

## Leben
Von 6. August 1964 bis 1969 war er Innenminister in der Diktatur von René Barrientos Ortuño.
Er wurde 1965 Zuträger der Central Intelligence Agency. Er geriet in den Besitz der Hände, der Maske sowie des Tagebuches von Che Guevara und reichte die Asservaten 1969 an Víctor Zanier Valenzuela weiter. Das Tagebuch kam über Santiago de Chile, Frankfurt nach Havanna.
| Vorgänger          | Amt                                                | Nachfolger         |
| ------------------ | -------------------------------------------------- | ------------------ |
| Rubén Julio Castro | Innenminister von Bolivien 6. August 1964 bis 1969 | Andrés Selich Chop |